# 破羌城
破羌城，位于中国青海省海东市乐都区高庙镇老鸦村，为青海省市县级文物保护单位，公布日期为1987年6月23日，类型为古遗址。
破羌城的历史年代为汉。